# Visby Stift
Visby Stift er et stift i Svenska kyrkan i Sverige. Stiftet dækker øen Gotland, og har i dag 3 provstier inddelt i 64 sogne. Siden november 2002 har Svenska kyrkan i udlandet, med omkring 40 sogne, hørt under Visby Stift. Visby Stift var et dansk stift indtil Brømsebro-freden i 1645.
Biskop siden 2003 er Lennart Koskinen.

## Historie
Stiftet blev etableret i 1572. Oprettelsen af stiftet var en konsekvens af Stettin-freden, som afsluttede Den Nordiske Syvårskrig (1563-1570) mellem Danmark og Sverige. Før hørte øen Gotland i kirkelig henseende under Linköpings Stift. Fra begyndelsen og op til Gotlands svenske periode i 1772 bar stiftets overhoved titlen superintendent.

## Billeder
- Visby Domkirke
- Visby Stift som dansk stift indtil 1645
- Visby Stifts våben